# Navazzo
Navazzo  (Navàs in dialetto gardesano) è una frazione montana del comune di Gargnano,  in provincia di Brescia.

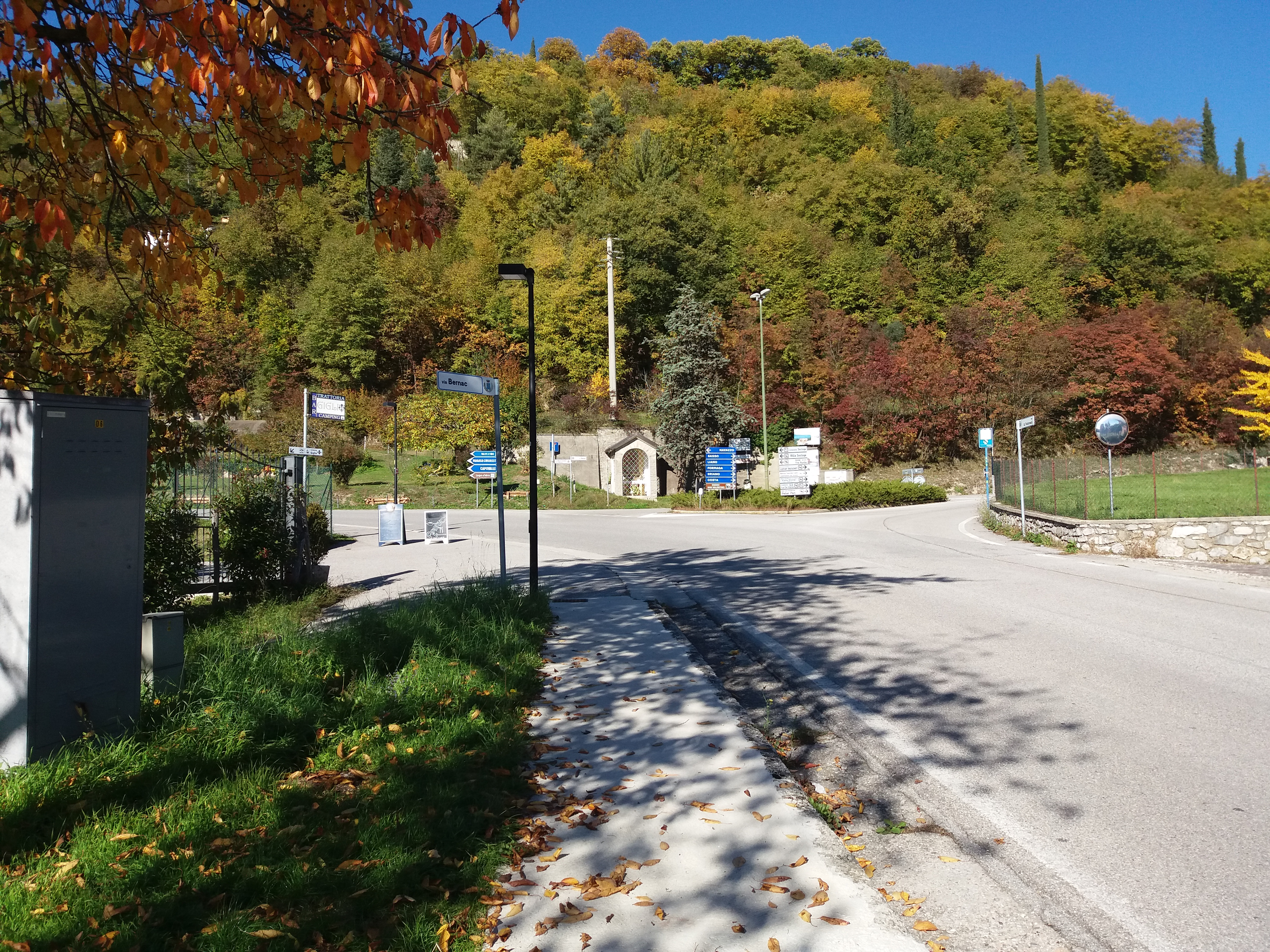
Bivio che porta a Navazzo

## Origine del nome
Secondo alcuni l'origine del toponimo di Navazzo è da ricercarsi nella parola celtica “nava” che significa conca prativa o campo piano tra i boschi. Hanno la stessa origine i vicini luoghi di Navezi a Bollone,  Navezze e Naveter a Magasa in Val Vestino, Navezze a Idro e a Gussago.

## Storia
Navazzo trova la sua origine probabilmente in epoca pre-romana come piccolo insediamento di popolazioni “reto-celtiche”: Stoni o Galli Cenomani.
Sorta in un pianoro in prossimità della Val Vestino, con la quale comunicava attraverso la mulattiera di Bocca di Paolone della frazione della Costa, dal 1861 al 1918 fu zona di confine tra Regno d'Italia e Austria Ungheria, dopo che per secoli,  dal 1426 al 1797, lo fu tra la Repubblica di Venezia, di cui faceva parte, e la Contea principesca del Tirolo.
Navazzo fu quindi luogo di passaggio privilegiato per quegli eserciti che intendevano penetrare nella Val Vestino, nel maggio 1513 il condottiero della Serenissima Scipione Ugoni salì da Gargnano e depredò la terra di Magasa e Cadria.
Tra la fine del Cinquecento e i primi decenni del Seicento Navazzo fu anche luogo di rifugio e di scorribande del bandito Giovanni Beatrici di Gargnano braccato dai provveditori veneti di Salò.
Nel luglio 1866, durante la terza guerra di indipendenza, la frazione assunse un ruolo strategico di grande rilevanza come base logistica per le operazioni del Corpo Volontari Italiani di Giuseppe Garibaldi impegnato nell'offensiva contro gli austriaci attivi in  Val Vestino.
Nel maggio 1915 a seguito dello scoppio della prima guerra mondiale il villaggio fu attraversato dalla fanteria italiana diretta all'occupazione della Val Vestino e della Valle del Chiese.

## La chiesa di santa Maria Assunta
La chiesa parrocchiale è dedicata al culto di santa Maria Assunta che si festeggia il 15 agosto. È attestata in un documento del 1197 relativo al comune di Serle e conserva il dipinto dell'“Assunzione di Maria” del celebre pittore gardesano Giovanni Andrea Bertanza.

## Attività sportive
Navazzo è teatro, nel periodo estivo, di manifestazioni sportive di livello internazionale, tra le quali spicca la gara podistica denominata "Diecimiglia del Garda" che si corre ogni anno ininterrottamente dal lontano 1974.